# Sant Joan i Sant Cerní de Tolosa
Sant Joan i Sant Cerní de Tolosa és una església del municipi de Canejan (Vall d'Aran) inclosa en l'Inventari del Patrimoni Arquitectònic de Catalunya.

## Descripció
L'entrada és al mur de migdia i és d'estil neoclàssic, realitzada en forma d'arc del triomf a base de pedra escairada. La capçalera presenta un absis de planta quadrada i coberta a tres vessants. Consta de tres grans obertures al sud. (amb dos contraforts) i una sagristia adossada al sud est. La planta és d'una nau amb coberta a dues vessants i volta de canó seguit. El presbiteri està format per tres arcs de mig sobre pilars quadrangulars. El campanar romà adjunt a l'extrem W i sembla de construcció força moderna també, amb les cantonades de totxo massís vist. És de planta quadrada i té coberta piramidal. Sota un rellotge de sol (a la paret Sud) hi ha encastada una pedra on hi ha representada una còfia de bisbe i un bàcul on s'indica l'any 1723. Conserva una pica benitera de marbre del segle xvi.

## Història
El primer cop que trobem documentat el lloc és el 1278 amb el nom de Caneia L'església de Sant Sernith o Serni de tolosa és la parroquial. Tot i que el seu origen és medieval, ha estat molt reformada al segle xix (1818), segons figura actualment a la dovella central de la portada i de la construcció primitiva pràcticament no ens en queden restes arqueològiques.